# Keiji Haino
Keiji Haino (灰野 敬二 Haino Keiji) nascut el 3 de maig de 1952 a la Prefectura de Chiba, Japó, i actualment residint a Tòquio, és un músic i cantautor japonès, el treball del qual ha inclòs Rock, improvisació lliure, música soroll, percussió, música psicodèlica, minimalisme i música drone. Ha estat actiu des de la dècada de 1970 i continua enregistrant regularment i en nous estils.

## Discografia
- Watashi Dake (1981)
- Kaii Abe (col·laboració amb músic desconeguts) (1982)
- Nijiumu (1990)
- Live in the first year of the Heisei, Volum Un (amb Kan Mikami i Motoharu Yoshizawa (1990)
- Live in the first year of the Heisei, Volum Dos (amb Kan Mikami i Motoharu Yoshizawa (1990)
- Live at Lazyways, Koenji, Tokyo (amb Toshi Ishizuka) (1992)
- Itsukushimi (Affection)(1992)
- <live> 30 - June - 1992 (1992)
- Execration that accept to acknowledge (1993)
- Ama No Gawa (Milky Way) (1993)
- Guitar Works (7")(1994)
- Beginning and end, interwoven (1994)
- Hikari=Shi" (light=death) (Maki Miura, Keiji Haino, i Ogreish Organism) (1994)
- Two strings will do it (Barre Phillips, Keiji Haino, i Sabu Toyozumi) (1994)
- Live at Downtown Music Gallery (Keiji Haino i Loren Mazzacane Connors) (1995)
- A Challenge to Fate (1995, reeditat el 2004)
- Tenshi No Gijinka (1995)
- I said, This is the son of nihilism (1995)
- Twenty-first Century Hard-y Guide-y Man (1995)
- Etchings in the air (Barre Phillips i Keiji Haino) (1996)
- Evolving Blush or Driving Original Sin (amb Peter Brötzmann) (1996)
- Gerry Miles (amb Alan Licht) (1996)
- The Book of "Eternity Set Aflame" (1996)
- Saying I love you, I continue to curse myself (1996)
- Drawing Close, Attuning—The Respective Signs of Order and Chaos (amb Derek Bailey) (1997)
- Vol. 2 (Keiji Haino and Loren Mazza Cane Connors) (1997)
- Keeping on breathing (21 d'abril de 1997)
- Sruthi Box (llançament promocional) (21 d'abril de 1997)
- So, black is myself (1 de maig de 1997)
- The 21st Century Hard-y Guide-y Man (1998)
- Incubation (amb Musica Transonic) (1998)
- Black: Implication Flooding (amb Boris) (1998)
- Even Now, Still I Think (24 de juny de 1998)
- An Unclear Trial: More Than This (amb Greg Cohen i Joey Baron) (novembre de 1998/gener de 1999)
- Y (amb Jean-Francois Pauvros) (gener de 2000)
- The Strange Face (With Shoji Hano) (setembre de 2000)
- Shadow - Live in Wels, Austria (amb Shoji Hano & Peter Brötzmann) (setembre de 2000)
- Ichioku to ichibanme no inori o michibiki daseba ii (With Coa) (octubre de 2000) A traducció: Hauries de traure el miler de milions i la primera pregària
- Songs (With Derek Bailey) (desembre de 2000)
- Abandon all words at a stroke, so that prayer can come spilling out (maig de 2001)
- Until Water Grasps Flame (amb Yoshida Tatsuya) (gener de 2002)
- Mazu wa iro o nakusouka!! (5 de novembre de 2002)
- Free Rock (Doo-Dooettes + Keiji Haino + Rick Potts) (25 de novembre de 2002)
- "C'est parfait" endoctriné tu tombes la tête la première (gener de 2003)
- Hikari yami uchitokeaishi kono hibiki (24 de desembre de 2003)
- Koko (December 24, 2003)
- Directe al Cafe Independents el divendres 23 de gener de 2004 (Keiji Haino, Tatsuya Yoshida & Mitsuru Natsuno + Bus Ratch) (juny de 2004)
- Tayu tayu to tadayoitamae kono furue (amb Michihiro Sato) (juliol de 2004)
- Next Let's Try Changing the Shape (abril de 2004, gener de 2005)
- Black Blues (soft version) (maig de 2004)
- Black Blues (violent version) (maig de 2004)
- Uchu Ni Karami Tsuite Iru Waga Itami (10 de març de 2005)
- kono kehai fujirareteru hajimarini (25 d'agost de 2005)
- Reveal'd to none as yet - an expedience to utterly vanish consciousness while still alive (desembre de 2005)
- New Rap (amb Yoshida Tatsuya) (març de 2006)
- Homeogryllus japonicus Orchestra 2004 (amb Mamoru Fujieda) (abril de 2006)
- Animamima (With Sitaar Tah!) (maig de 2006)
- Yaranai ga dekinai ni natte yuku (15 d'agost de 2006)
- Mamono (With KK Null) (novembre de 2006)
- Cosmic Debris, Vol.III (amb My Cat Is an Alien) (agost de 2007)
- Uhrfasudhasdd (amb Yoshida Tatsuya) (maig de 2008)
- Pulverized Purple (amb Masami Akita) (juliol de 2008)
- Imikuzushi (amb Jim O'Rourke i Oren Ambarchi) (2012)
- Nazoranai (With Oren Ambarchi and Stephen O'Malley) (2012)
- Now While It's Still Warm Let Us Pour In All The Mystery (amb Jim O'Rourke i Oren Ambarchi) (2013)

## Vajra
- Tsugaru (1995)
- Chiru-Ha/Ozakijinjya (CD-Single) (1995)
- Ring (1996)
- "Sichisiki" (The Seventh Consciousness) (1997)
- Sravaka (1998)
- Mandala Cat Last (2002)
- Live 2007 (2007)

## Aihiyo
- untitled (1998)
- Second Album (2000)

## Black Stage
- untitled (with Natsuki Kido & Yuji Katsui) (1996)

## Purple Trap
- Soul's True Love (4CD) (1995)
- Decided... Already The Motionless Heart Of Tranquility, Tangling The Prayer Called "I" (1999)

## Knead
- 1st (May 2002)
- This melting happiness - I want you to realize that it is another trap (juliol de 2003)

## Sanhedolin
- Manjoicchi wa muko (10 d'agost de 2005)

## Lost Aaraaff
- untitled (1991)

## Nijiumu
- Era of Sad Wings (1993)
- Live (Part de Driftworks 4CD box-set)